# Liste der Kulturdenkmale in Lastau
In der Liste der Kulturdenkmale in Lastau sind die Kulturdenkmale des Colditzer Ortsteils Lastau verzeichnet, die bis Mai 2024 vom Landesamt für Denkmalpflege Sachsen erfasst wurden (ohne archäologische Kulturdenkmale). Die Anmerkungen sind zu beachten.
Diese Aufzählung ist eine Teilmenge der Liste der Kulturdenkmale in Colditz.

## Lastau
| Bild                                    | Bezeichnung | Lage                              | Datierung                                                                                                 | Beschreibung | ID       |
| --------------------------------------- | --- | --------------------------------- | --- | --- | -------- |
|                                         | Marienkirche mit Ausstattung, Kirchhof und Einfriedung | Dorfstraße (Karte)                | Im Kern 15. Jahrhundert                                                                                   | Turmloser Saalbau mit polygonalem Schluss, hoher Dachreiter, ortsgeschichtlich, baugeschichtlich, kunstgeschichtlich und ortsbildprägend (städtebaulich) von Bedeutung. - Saalkirche: verputzter Massivbau, polygonaler Chorschluss mit Strebepfeilern, rundbogige Fenster, Eingang mit Schlussstein und Inschrift „1975-1977, Nummer 43“, Satteldach mit Schieferdeckung, hoher Dachreiter mit Kupferdeckung - ummauerter Kirchhof als Umgebung einer Dorfkirche - Einfriedung: Umlaufend Bruchsteinmauer, Abdeckung verputzt. Teilweise Gebäude und Grabstellen in Mauer integriert. Eingang von Süden, nach Norden Blick in die freie Landschaft. - Rasenfläche mit hügeliger Bodenbewegung und geringem Baumbestand, überwiegend Koniferen. Nebengebäude (Leichenhalle bzw. Gerätehaus) an der Nordwestecke. - Zugangsweg zwischen Hauptportal und Kirche mit wassergebundener Decke (rötlich) befestigt. | 08973214 |
| Direkt Bild zu diesem Denkmal hochladen | Denkmal für die Gefallenen des Ersten Weltkrieges, mit Einfriedung | Dorfstraße (Karte)                | Um 1920                                                                                                   | Granitstein mit Adler und Inschriftfeld, von ortshistorischer und zeitgeschichtlicher Bedeutung. Granitener Stein, Inschrift „Unseren lieben im Weltkriege 1914–1918 gefallenen Helden“, Namen der Toten von Lastau, Rüx und Kralapp, „gewidmet von den Gemeindemitgliedern zu Lastau.“, steinerner Adler, Einfriedungsmauer in Porphyr, Abdeckplatten in Kunststein und Einfriedungsgitter. | 08973208 |
| Direkt Bild zu diesem Denkmal hochladen | Wohnstallhaus, Seitengebäude (mit Kumthalle), Scheune und Auszugshaus eines Vierseithofes, sowie Hofpflaster, Einfriedung, Toreinfahrt und rückwärtige einzelstehende Scheune | Dorfstraße 9 (Karte)              | Bezeichnet mit 1860 (Türsturz Wohnstallhaus); bezeichnet mit 1855 oder 1865 (Schlussstein in Leutepforte) | Zeugnis bäuerlicher Bau- und Lebensweise, zum Teil in Fachwerkbauweise, heimat- und baugeschichtlich von Bedeutung. - Wohnstallhaus: zweigeschossig, verputzter Massivbau, Fenster- und Türgewände in Porphyrtuff, Türgewände mit Verdachung und Inschrift „18 F.G. Michael 60“, Putztraufe, Satteldach - Auszugshaus: zweigeschossig, Obergeschoss Fachwerk, Tür- und Fenstergewände in Porphyrtuff, Giebel massiv, originale Türen, Giebel massiv, Satteldach - Stall: Türgewände in Porphyrtuff, Kumthalle mit zwei Porphyrtuffsäulen, Satteldach - Scheunen: massiv, zum Teil Fachwerk (verputzt), Satteldach und Krüppelwalmdach, ursprünglich Schieferdeckung - Torpfeiler: Abdeckung in Porphyrtuff, Schlussstein mit Porphyrtuff und Inschrift „JCM 1855“ oder „JCM 1865“, eiserne Einfriedung | 08973216 |
| Direkt Bild zu diesem Denkmal hochladen | Seitengebäude eines Vierseithofes | Dorfstraße 13 (Karte)             | Bezeichnet mit 1829 (Schlussstein)                                                                        | Zeugnis bäuerlicher Wirtschaftsweise, eines der wenigen noch existierenden Bauten vor dem Dorfbrand Mitte des 19. Jahrhunderts, in Fachwerkbauweise, heimat- und baugeschichtlich von Bedeutung. Zweigeschossig, Erdgeschoss massiv, Fenstergewände in Porphyrtuff, Türgewände in Porphyrtuff mit Schlussstein, ein Schlussstein mit Inschrift „C.F.D. 1829“, Obergeschoss Fachwerk, originale Fenster, Holztraufe, Satteldach mit Doppelmuldenfalzziegeln, rückwärtig Anbauten. | 08973217 |
| Direkt Bild zu diesem Denkmal hochladen | Seitengebäude eines Vierseithofes | Dorfstraße 14 (Karte)             | Um 1855                                                                                                   | Zeugnis bäuerlicher Wirtschaftsweise vergangener Zeiten in Fachwerkbauweise, heimatgeschichtliche Bedeutung. Zweigeschossig, Erdgeschoss massiv, Türgewände in Porphyrtuff, Obergeschoss in Fachwerk, Krüppelwalmdach, Giebel massiv erneuert, Fenstergewände in Porphyrtuff, Tordurchfahrt. | 08973220 |
| Direkt Bild zu diesem Denkmal hochladen | Bergkeller | Dorfstraße 16 (gegenüber) (Karte) | 19. Jahrhundert                                                                                           | Zeugnis der bäuerlichen Lebens- und Wirtschaftsweise in der Vergangenheit, im Ortskern liegend, heimatgeschichtliche Bedeutung. Bruchsteinsockel, Türgewände in Porphyrtuff. | 08973215 |
| Direkt Bild zu diesem Denkmal hochladen | Wohnhaus, Seitengebäude, Toreinfahrt und Einfriedung eines ehemaligen Dreiseithofes                                                                                           | Dorfstraße 19 (Karte)             | Bezeichnet mit 1711                                                                                       | Zeugnis bäuerlicher Bau- und Lebensweise des 18. Jahrhunderts, heimat- und baugeschichtlich von Bedeutung. - Wohnhaus: zweigeschossig, verputzter Massivbau, Fenstergewände vermutlich in Porphyrtuff, Türgewände in Porphyrtuff mit Verdachung (Türsturz bezeichnet „1711 1864 1994“), originale Tür, einfache Putzgliederung, profilierte Putztraufe, Walmdach mit Schleppgauben, Torbogen mit Leutepforte - Seitengebäude (Stall): zweigeschossig, verputzter Massivbau, Fenster- und Türgewände in Porphyrtuff, Walmdach - Einfriedung: Bruchsteinsockel, Porphyrtuffpfeiler, Holzzaun | 08973209 |
| Direkt Bild zu diesem Denkmal hochladen | Wohnstallhaus, Auszugshaus, Scheune, Seitengebäude (mit Kumthalle) und Einfriedung eines Vierseithofes                                                                        | Dorfstraße 20 (Karte)             | Türsturz bezeichnet mit 1855                                                                              | Zeugnis bäuerlicher Bau- und Lebensweise vergangener Zeiten in guter Geschlossenheit, heimat- und baugeschichtlich von Bedeutung. - Wohnhaus: zweigeschossig, Massivbau, zum Teil originale Putzgliederung, Fenster- und Türgewände in Porphyrtuff, Türgewände mit Verdachung und Inschrift „F.W.L. 1855“, Mansardwalmdach, Putztraufe, im Giebel Palladiomotiv - Auszugshaus: zweigeschossig, Obergeschoss zum Hof in Fachwerk, insgesamt verputzt, originale Putzgliederung, Fenster- und Türgewände in Porphyrtuff, Tordurchfahrt - Stall: zweigeschossig, Obergeschoss Fachwerk, Tordurchfahrt, Kumthalle mit zwei Porphyrtuffsäulen, Fenster- und Türgewände in Porphyrtuff - Scheune: zum Teil Fachwerkbau, zum Teil verändert, Türgewände in Porphyrtuff - Einfriedung: Bruchsteinsockel, Porphyrtuffpfeiler, Eisen- und Holzzaun, Eingangspforten Abdeckplatten in Porphyrtuff, Dächer mit Dachhecht, Gauben und Schieferdeckung | 08973213 |
| Direkt Bild zu diesem Denkmal hochladen | Wohnstallhaus, Stallgebäude mit Kumthalle, Scheune eines Vierseithofes | Dorfstraße 22 (Karte)             | Um 1855                                                                                                   | Geschlossene Hofanlage des 19. Jahrhunderts im Ortskern, in gutem Originalzustand, Zeugnis bäuerlicher Bau- und Lebensweise des 19. Jahrhunderts, heimatgeschichtliche Bedeutung. - Wohnhaus: zweigeschossig, Erdgeschoss massiv, Tür- und Fenstergewände in Porphyrtuff, Türgewände der Eingangstür mit Verdachung und Inschrift (unleserlich), Obergeschoss verputzt zum Hof vermutlich Fachwerk, sonst massiv, im Giebel Palladiomotiv, Krüppelwalmdach - Seitengebäude: zweigeschossig, Erdgeschoss massiv, Kumthalle zweigeschossig, Säulen in Porphyrtuff, Fenster- und Türgewände in Porphyrtuff, Giebel massiv, Obergeschoss Fachwerk (verbrettert), Krüppelwalmdach - Scheune: in Fachwerk, Krüppelwalmdach, originale Tore, Dächer in Schieferdeckung | 08973212 |
| Weitere Bilder                          | Transformatorenstation | Dorfstraße 34 (vor) (Karte)       | Um 1920                                                                                                   | Pagodentyp, versorgungs- und technikgeschichtlich von Bedeutung. Verputzter Massivbau, Sockel in Ziegelstein, Dachaufbau mit Holztraufen und Schieferdeckung, Türrahmung in Ziegelstein. | 08973211 |
| Direkt Bild zu diesem Denkmal hochladen | Wohnstallhaus und Seitengebäude (mit Kumthalle) eines Vierseithofes | Dorfstraße 48 (Karte)             | Bezeichnet mit 1855 (Türsturz Wohnhaus)                                                                   | Zeugnis bäuerlicher Bau- und Lebensweise des 19. Jahrhunderts, heimat- und baugeschichtlich von Bedeutung. - Stall und Kumthalle: zweigeschossig, verputzt, Erdgeschoss massiv, Obergeschoss vermutlich Fachwerk, Satteldach mit Zwerchhaus zum Hof, Tür- und Fenstergewände im Erdgeschoss in Porphyrtuff, Säulen der Kumthalle in Porphyrtuff, Rückseite massiv über beide Geschosse, Türgewände in Porphyrtuff - Wohnstallhaus (zum Teil stark verändert): zweigeschossig, Erdgeschoss massiv, Fenster- und Türgewände in Porphyrtuff, Tür mit Inschrift „... Stockmann 1855“, Obergeschoss zum Hof in Fachwerk, Krüppelwalmdach, Giebel massiv erneuert | 08973210 |
| Direkt Bild zu diesem Denkmal hochladen | Häuslerhaus, mit Seitengebäude | Dorfstraße 53 (Karte)             | Mitte 19. Jahrhundert, spätere Veränderungen                                                              | Wohnhaus mit Fachwerk-Obergeschoss, von heimat- und baugeschichtlicher Bedeutung. Zweigeschossig, Erdgeschoss Lehm, Obergeschoss Fachwerk, Türgewände in Kunststein, Fenstergewände in Porphyrtuff, Satteldach, ein Giebel verschiefert, Seitengebäude: massiv, verputzt, Satteldach. | 08973221 |
| Direkt Bild zu diesem Denkmal hochladen | Häuslerhaus | Dorfstraße 55 (Karte)             | Um 1855                                                                                                   | Fachwerkbau, heimatgeschichtliche Bedeutung. Zweigeschossig, Erdgeschoss massiv, Fenstergewände in Porphyrtuff, Türgewände in Kunststein, Fachwerkobergeschoss verputzt, Giebel verschiefert, ältere Fenster, Satteldach, abgeschleppter Anbau zur Rückseite. | 08973218 |
| Direkt Bild zu diesem Denkmal hochladen | Häuslerhaus, mit Seitengebäude | Dorfstraße 56 (Karte)             | Mitte 19. Jahrhundert, spätere Umbauten                                                                   | Fachwerkbauten, heimat- und baugeschichtliche Bedeutung. Zweigeschossig, Erdgeschoss massiv, Fenstergewände in Kunststein, Obergeschoss Fachwerk, Satteldach, ältere Fenster, Seitengebäude in Fachwerk, Satteldach, abgeschleppter Anbau. | 08973219 |
|                                         | Fabrikantenvilla und Villengarten mit künstlicher Ruine | Muldenaue 5 (Karte)               | Um 1890                                                                                                   | Putzbau in historistischen Formen, original erhaltene Gartengestaltung mit wertvollem Baumbestand, bau- und ortsgeschichtlich von Bedeutung. - Villa: zweigeschossig, verputzt, hohes Sockelgeschoss Bruchsteinmauerwerk, Erdgeschoss genutet, hoher Treppenaufgang, originale Eingangstür mit Oberlicht, zum Teil Rundbogenfenster, Altan, Mansardwalmdach (Schieferdeckung) - im Garten: Künstliche Ruine (aus Schlackesteinen, zwei Türme und Rundbogenarkaden), Rondell mit Brunnen, alter Baumbestand, alte Wegeführung. Landschaftlicher Garten einer Villa in direkter Beziehung zum Fabrikgebäude (benachbart), angelegt um 1890. Alleinlage des Ensembles nahe dem Mulde-Ufer in freier Landschaft. - Einfriedung: Holzlattenzaun (kein Original), Eingang von Nordwesten - Landschaftlich geführtes Wegenetz: wassergebundene Decke, Beton-Kantensteine nachträglich eingefügt, in der Nähe des Hauses Granit-Kleinsteinpflaster (saniert) - Vegetation: dichter, fast waldartiger Großbaumbestand (Laub- und wenige Nadelbäume) - Einbauten: Staffagebau (künstliche Ruine) mit zwei seitlichen Türmen (rechteckiger bzw. runder Grundriss), zentrales Grottenbauwerk (ohne Innenausstattung) mit zwei tor- und zwei fensterartigen Öffnungen, gemauert aus Kunststeinen (Schlacke). Axiale Beziehung zu zwei flankierenden Koniferen und einem runden Brunnenbecken in der Mitte des Gartens, profilierte Sandsteineinfassung (außer Betrieb). - Gartengelände von Ost nach West in Richtung Mulde sanft abfallend, nördlich des Hauses stärker bewegt - Störende Elemente: weit herausragende Straßen-Betonborde als Wegbegrenzung | 08973222 |
|                                         | Sachgesamtheitsbestandteil der Sachgesamtheit Muldentalbahn, Teilabschnitt Lastau                                                                                             | Muldenaue 9 (Karte)               | 1875 (Personenbahnhof); um 1880 (Bahnwärterhaus)                                                          | Sachgesamtheitsbestandteil der Sachgesamtheit Muldentalbahn, Teilabschnitt Colditz, Ortsteil Lastau, mit den Sachgesamtheitsteilen: Bahnwärterhaus (Muldenaue 15) und Bahnhof Lastau (siehe Glauchau, 09306181); Sachgesamtheit mit allen Bahnanlagen, darunter Gleisanlagen mit Unter- und Oberbau, Streckenkilometrierung, Fernmelde- und Signalanlagen, Bahnstationen einschließlich aller Funktionsbauten, Wärterhäuschen, Brücken und Durchlässen in den Gemeinden Glauchau (Ortsteile Glauchau, Kleinbernsdorf, Reinholdshain, Niederlungwitz), Limbach-Oberfrohna (Ortsteile Wolkenburg-Kaufungen, Herrndorf, Uhlsdorf), Remse (Ortsteil Remse), Waldenburg (Ortsteile Niederwinkel, Oberwinkel, Waldenburg), Lunzenau (Ortsteile Lunzenau, Berthelsdorf, Cossen, Rochsburg, Göritzhain), Penig (Ortsteile Markersdorf, Penig, Amerika, Arnsdorf, Thierbach, Zinnberg), Rochlitz (Ortsteile Penna, Rochlitz; Zaßnitz), Seelitz (Ortsteile Fischheim, Seelitz, Biesern, Steudten), Colditz (Ortsteile Colditz, Lastau, Möseln, Sermuth, Zschetzsch), Grimma (Ortsteile Großbothen), für die Industrieentwicklung des Muldentals wichtige und landschaftsbildende prägende Normalspurbahn, wirtschaftsgeschichtlich, eisenbahngeschichtlich, landschaftsgestaltend sowie regionalgeschichtlich von Bedeutung. - Empfangsgebäude mit angebauter Güterabfertigung: 2,5-geschossig, Satteldach, Drempel - Güterabfertigung: eingeschossig, Drempel | 09306161 |

## Tabellenlegende
- Bild: Bild des Kulturdenkmals, ggf. zusätzlich mit einem Link zu weiteren Fotos des Kulturdenkmals im Medienarchiv Wikimedia Commons. Wenn man auf das Kamerasymbol klickt, können Fotos zu Kulturdenkmalen aus dieser Liste hochgeladen werden:
- Bezeichnung: Denkmalgeschützte Objekte und ggf. Bauwerksname des Kulturdenkmals
- Lage: Straßenname und Hausnummer oder Flurstücknummer des Kulturdenkmals. Die Grundsortierung der Liste erfolgt nach dieser Adresse. Der Link (Karte) führt zu verschiedenen Kartendiensten mit der Position des Kulturdenkmals. Fehlt dieser Link, wurden die Koordinaten noch nicht eingetragen. Sind diese bekannt, können sie über ein Tool mit einer Kartenansicht einfach nachgetragen werden. In dieser Kartenansicht sind Kulturdenkmale ohne Koordinaten mit einem roten bzw. orangen Marker dargestellt und können durch Verschieben auf die richtige Position in der Karte mit Koordinaten versehen werden. Kulturdenkmale ohne Bild sind an einem blauen bzw. roten Marker erkennbar.
- Datierung: Baubeginn, Fertigstellung, Datum der Erstnennung oder grobe zeitliche Einordnung entsprechend des Eintrags in der sächsischen Denkmaldatenbank
- Beschreibung: Kurzcharakteristik des Kulturdenkmals entsprechend des Eintrags in der sächsischen Denkmaldatenbank, ggf. ergänzt durch die dort nur selten veröffentlichten Erfassungstexte oder zusätzliche Informationen
- ID: Vom Landesamt für Denkmalpflege Sachsen vergebene, das Kulturdenkmal eindeutig identifizierende Objekt-Nummer. Der Link führt zum PDF-Denkmaldokument des Landesamtes für Denkmalpflege Sachsen. Bei ehemaligen Kulturdenkmalen können die Objektnummern unbekannt sein und deshalb fehlen bzw. die Links von aus der Datenbank entfernten Objektnummern ins Leere führen. Ein ggf. vorhandenes Icon  führt zu den Angaben des Kulturdenkmals bei Wikidata.